# Monteils, Gard
Monteils là một xã trong vùng Occitanie. Xã Monteils, Gard nằm ở khu vực có độ cao trung bình 191 mét trên mực nước biển.